# Gramática descriptiva de la lengua española
A Gramática descriptiva de la lengua española (A spanyol nyelv leíró nyelvtana, a továbbiakban: GDLE) háromkötetes összefoglaló mű a Spanyol Királyi Akadémia Nebrija és Bello Gyűjteményéből. Számos szerző tollából származik Ignacio Bosque és Violeta Demonte főszerkesztők vezetésével; az előszót a Spanyol Királyi Akadémia munkatársa, Fernando Lázaro Carreter írta. A GDLE a spanyol nyelv mondat- és alaktanának jelenleg a legrészletesebb szakkönyve. Első ízben 1999-ben adta ki a Spanyol Királyi Akadémia hivatalos kiadója, az Espasa Calpe, S.A.

## Rövid ismertetés
A leíró nyelvtan nem elméleti, és nem is normatív. Részletes leírást nyújt a kasztíliai nyelv szerkezetéről, beleértve a hagyományos elemzési módszereket és a modern adalékokat egyaránt. Széles körű irodalommal van alátámasztva, de mentes a formalitásoktól; a meghatározásai egyszerű, mindenki számára érthető szókinccsel készültek. Több mint hetven szakember készítette, akiket egyedi projekt keretében Ignacio Bosque, a Spanyol Királyi Akadémia tagja a Madridi Complutense Egyetemről és Violeta Demonte, a Madridi Autonóm Egyetem spanyol nyelvi egyetemi tanára koordinálnak. A GDLE‑t azon tanároknak, hallgatóknak és kutatóknak szánják, akik valamilyen szakmai kapcsolatban állnak a spanyol nyelvvel annak tanulmányozása vagy tanítása révén.

## A mű felépítése

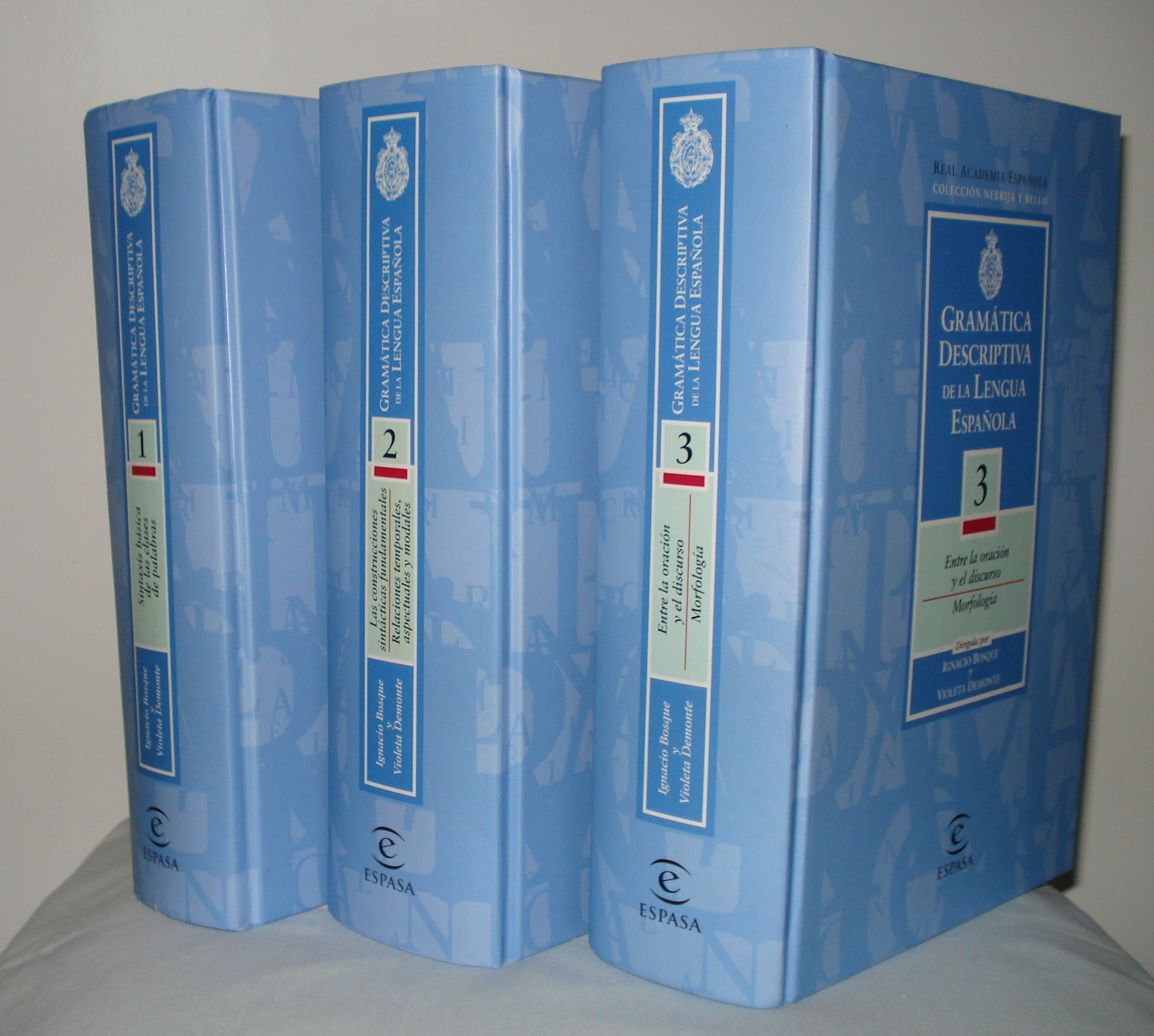
Gramática descriptiva de la lengua española

A GDLE három kötete öt részből áll (az első kötet az első részt tartalmazza, a második és a harmadik pedig kettőt-kettőt), összesen 5351 oldalon, az alábbi felosztás szerint:
1. kötet
- PRIMERA PARTE: Sintaxis básica de las clases de palabras – „Első rész: A szófajok alapszintaxisa”

2. kötet
- SEGUNDA PARTE: Las construcciones sintácticas fundamentales – „Második rész: Az alapvető szintaktikai szerkezetek”
- TERCERA PARTE: Relaciones temporales, aspectuales y modales – „Harmadik rész: Idő‑, aspektus‑ és módviszonyok”

3. kötet
- CUARTA PARTE: Entre la oración y el discurso – „Negyedik rész: A mondat és a szöveg között” (Stilisztika)
- QUINTA PARTE: Morfología – „Ötödik rész: Szóalaktan”

## Külső hivatkozások
- Real Academia Española